# Hellerweg

Weimar, Hellerweg, fotografiert von Wilhelm Walther

Der von der Jenaer Straße in den Bereich der Großmutterleite in Weimar abgehende Hellerweg ist ein gekrümmter Straßenzug, auf den der Krausweg, aber auch der Martin-Klauer-Weg trifft. Der Hellerweg wurde 1926 nach dem Weimarer Kaufmann Wilhelm Heller (geb. 25. November 1840, gest. 23. April 1923), Mitglied des Gemeinderates und Ehrenbürger Weimars, der sich um die Armenfürsorge verdient gemacht hatte, benannt. Hellers Grab befindet sich auf dem Historischen Friedhof Weimar. Der Straßenzug gehört zur Parkvorstadt.
Der Hellerweg hat schöne Beispiele der Wohnbebauung im Stile des Art déco. Diese wurden u. a. von Wilhelm Walther aufgenommen. Allerdings gibt es am Hellerweg 26 Stolpersteine für die Familie Fischer. Dieser ist in der Liste der Stolpersteine in Weimar verzeichnet.
Der gesamte Hellerweg steht auf der Liste der Kulturdenkmale in Weimar (Sachgesamtheiten und Ensembles).